# Luxemburgischsprachige Wikipedia
Die luxemburgischsprachige Wikipedia (lux. Lëtzebuergesch Wikipedia oder Wikipedia op Lëtzebuergesch) ist die Ausgabe der freien Internet-Enzyklopädie Wikipedia in luxemburgischer Sprache. Sie enthielt im November 2018 knapp 55.000 Artikel und gehört damit zu den mittelgroßen Wikipedia-Ausgaben. Sie belegt den 82. Rang bei der Anzahl der Artikel unter den 280 Sprachversionen. Ihr ISO-Sprachcode ist lb.
Die Initiative zur Schaffung der luxemburgischsprachigen Wikipediaversion geht auf die Benutzerin Briséis zurück, die im Juli 2004 die Version lb.wikipedia.org bei der Wikimedia Foundation angefragt hat. Der erste Artikel, Wikipedia, wurde am 21. Juli 2004 angelegt. Kurz darauf folgten die Artikel Enzyklopedie, Geschicht, Herodot und Matthew Perry. Die ersten 1.000 Artikel waren am 10. September 2004 angelegt, die ersten 10.000 am 23. Juli 2006.
Im Oktober 2018 gab es in der luxemburgischsprachigen Wikipedia 19 aktive Benutzer, die mindestens fünf Mal im vorherigen Monat auf Wikipedia aktiv waren.

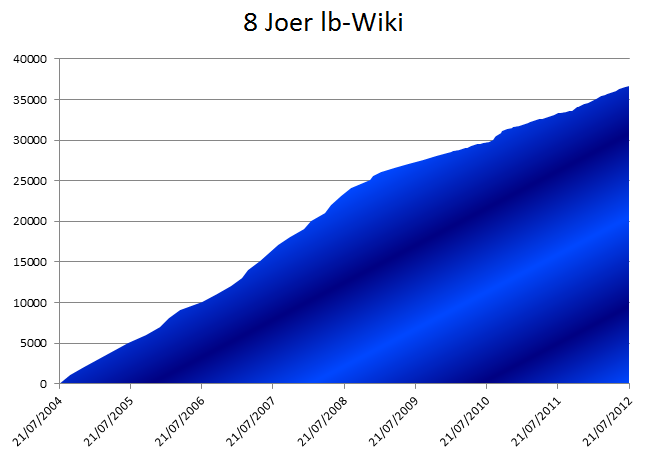
Artikelentwicklung zwischen Juli 2004 und Juli 2012

| Monat/Jahr     | Benutzer |
| -------------- | -------- |
| September 2018 | 17       |
| September 2017 | 22       |
| September 2016 | 18       |
| September 2015 | 19       |
| September 2014 | 20       |
| September 2013 | 22       |
| September 2012 | 21       |
| September 2011 | 22       |
| September 2010 | 26       |
| September 2009 | 25       |
| September 2008 | 27       |
| September 2007 | 22       |
| September 2006 | 27       |
| September 2005 | 14       |
| September 2004 | 9        |